# Anthologia Planudea

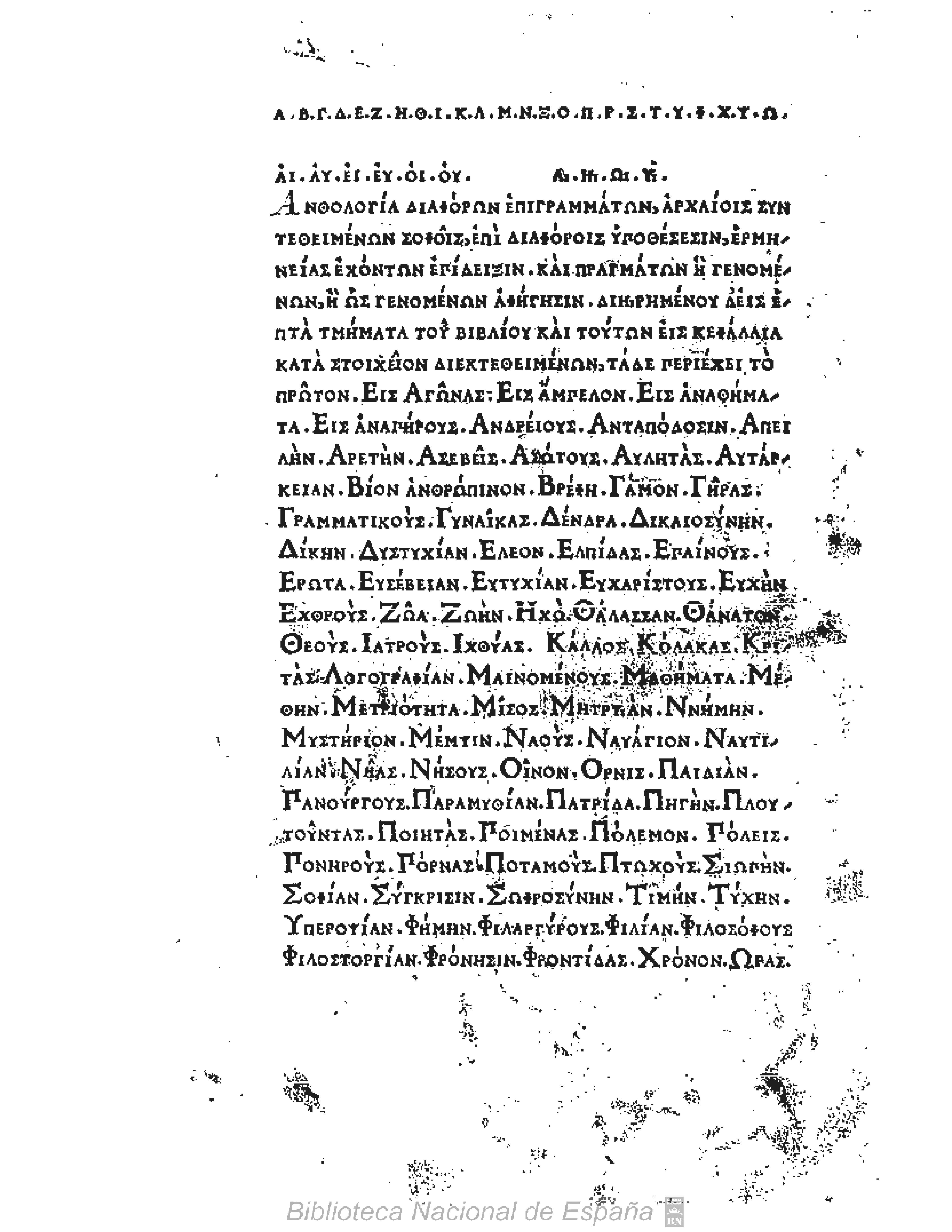
Anthologia Planudea, index

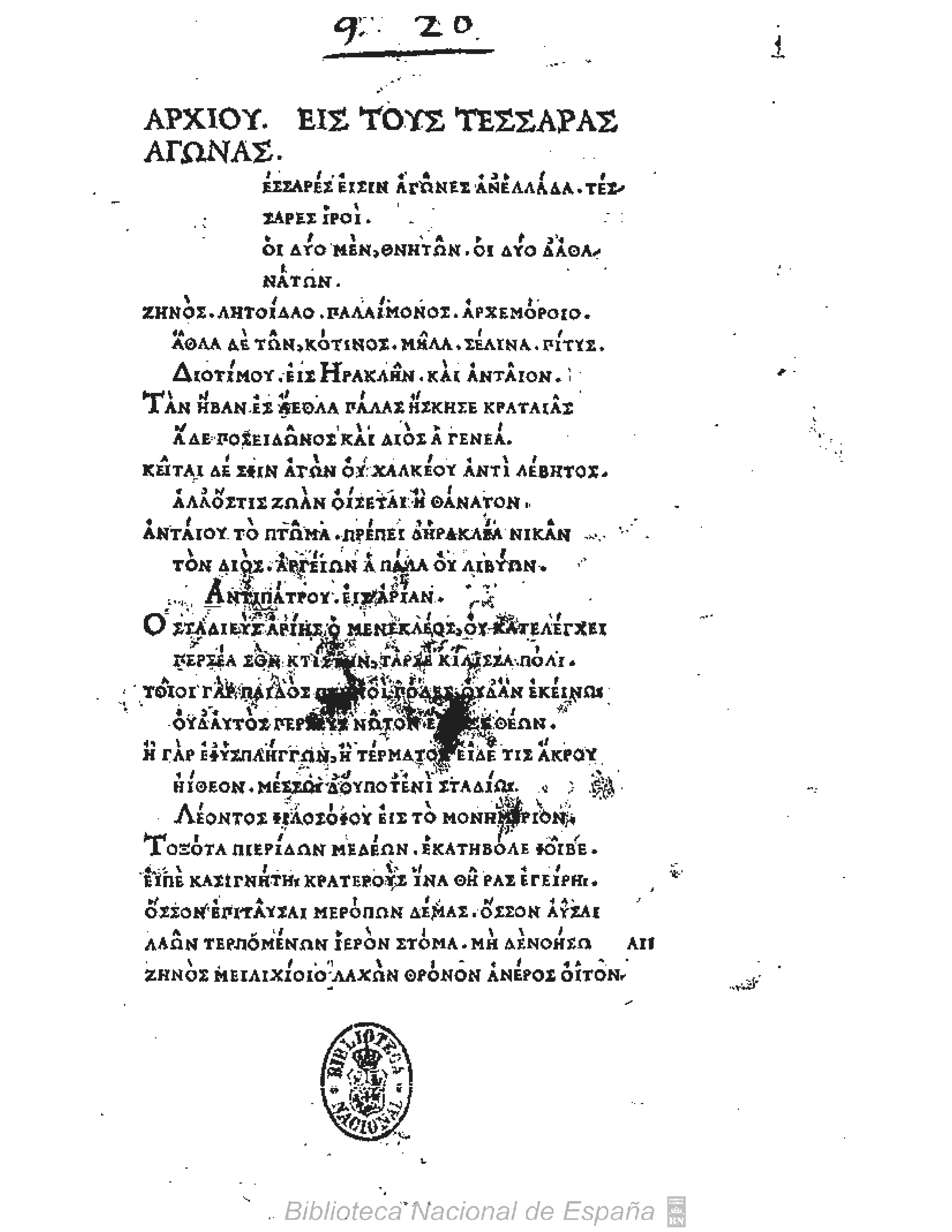
Anthologia Planudea

De Anthologia Planudea of Planudeïsche Anthologie is een bloemlezing van Griekse epigrammen. De monnik Maximus Planudes uit Constantinopel stelde deze bloemlezing in zeven boeken samen. Hij beëindigde haar in het jaar 1299. Het handschrift van Planudes is bewaard gebleven als de codex ‘Marcianus 481’ in de Bibliotheca Marciana in Venetië. Naar eigen zeggen heeft Planudes twee bronnen gebruikt voor zijn collectie, waarvan er een mogelijk de Anthologia Palatina was. Ten opzichte van deze collectie is de bloemlezing van Planudes veel meer 'gekuist'.
Lange tijd was de Anthologia Planudea de enige bron voor kennis van Griekse epigrammen, totdat aan het eind van de zestiende eeuw in de Bibliotheca Palatina in Heidelberg de zogenaamde Anthologia Palatina werd ontdekt. De Anthologia Palatina is omvangrijker en bevat zo’n  3700 epigrammen, terwijl de Planudea er zo’n 2400 bevat. Maar in de Planudea staan 388 gedichten die niet in de Palatina staan. De twee verzamelingen samen worden de Anthologia Graeca (Griekse Anthologie) genoemd. Die bestaat uit de 15 boeken van de Anthologia Palatina waaraan de extra epigrammen uit de Planudea zijn toegevoegd als een 16de boek, dat ook wel als Appendix Planudea wordt aangeduid.
De editio princeps (eerste gedrukte uitgave) was bezorgd door Janus Lascaris en werd in 1494 uitgegeven door Lorenzo d'Alopa in Florence.